# Корельская земля

Корела в X—XIII вв.

Коре́льская земля́ (Ки́рьялаланд, Коре́ла, Каре́льская земля) — историческое название территории северо-западного Приладожья в X—XVI веках. Получила название по племени корела — предков современных карел, которое заселяло территорию с 1-го тысячелетия н. э.

## История
Наиболее ранние письменные упоминания о Кирьялаланде (Карельской земле) содержатся в западноевропейских источниках — «Легендарная сага об Олаве Святом», свод саг о норвежских конунгах «Красивая кожа», «Круг Земной» и других. В этих источниках рассказывается о военных походах норвежских конунгов в Кирьялаланд в конце X — начале XI веков.

…ярл говорит, что хочет воевать летом на Восточном пути. Затем он так [и] поступает. И осенью он был на востоке в Кирьялаланде, отправился оттуда вверх в Гардарики, опустошая страну…— «Легендарная сага об Олаве Святом»

…ходил [Эйрик, конунг Уппсалы] в различные страны и покорил Финнланд и Кирьялаланд, Эйстланд и Курланд…— «Круг земной»
В древнерусских письменных источниках Корела впервые упоминается в новгородской берестяной грамоте № 590, датируемой 1075—1100 годами,

…Литва встала на Корелу… (Литва пошла войной на карел)— Берестяная грамота (№ 590)
в Новгородской первой летописи в 1143 году.

…В то же лѣто ходиша Корѣла на ѣмъ, и отбѣжаша…— Новгородская первая летопись

В лѣто 6699 [1191]. Ходиша новгородци в лоивахъ на ѣмъ с Корѣлою, и воеваша землю ѣмьскую и пожгоша и скот исѣкоша…— Новгородская первая летопись
До XIII века отношения Корелы и Новгородской земли являлись союзническо-конфедеративными. Союзные связи Новгорода и Корелы строились на совпадении интересов в противостоянии не прекращающейся шведской экспансии. Знаком новгородского присутствия являлась выплачиваемая Корелой дань. В «Слове о погибели Русской земли» (середина XIII века), при перечеслении пограничных с российскими княжествами территорий, Корела выделена как самостоятельная территория.

…Отселе до угор и до ляхов, до чахов, от чахов до ятвези и от ятвези до литвы, до немецъ, от немецъ до корелы, от корелы до устьюга…— Слово о погибели Русской земли
По договору с Ганзейским союзом (1259—1263), Новгород не взял на себя ответственность за безопасность ганзейских купцов в Кореле.
С 1270 г. Корела в составе волости Новгородской.
В исландских источниках имеются сообщения о нападении Корелы на северную Норвегию в 1271 году.
С 1293 г. шведская экспансия в Финляндии сталкивается с противодействием Новгорода на Корельской территории.
В 1302 году совершено повторное нападении Корелы на северную Норвегию.
С начала XIV века приладожская часть Корельской земли управлялась назначаемым Новгородом наместником. Резиденцией наместника приладожской части была определена крепость Корела.
В 1323 году, в итоге почти 30 лет военных действий, по Ореховецкому договору, заключённому между Шведским королевством и Новгородской республикой, Корела была разделена с юга на север. Государственная граница между Шведским королевством и Новгородской республикой была установлена от Финского залива по реке Сестре, на севере до озера Сайма и затем на северо-западе до берега Ботнического залива. Новгородская часть Корелы вошла в состав Водской пятины Новгородской земли, шведская — в состав Выборгского лена Финляндского герцогства Шведского Королевства. Ореховецкий мирный договор официально впервые указал название новой административной области Новгородского государства — Корельская земля, вошедшей напрямую в подчинение Новгорода. Принадлежность Корельской земли к структуре окраинных земель Новгорода, где центральная власть делилась с местной феодальной аристократией, указывает на преемственность в сохранении Новгородом тесных взаимоотношений с влиятельными феодалами разделённой Корелы — валитами. Территориально новгородская часть Корелы была разделена на Переднюю и Заднюю Корелу. Передняя Корела была разделена на три погоста: Воскресенский Городенский, Михайловский Сакульский (с центром в селении Сакула) и Васильевский Ровдужский (центром в селении Роувду). Задняя Корела объединяла четыре погоста: Богородицкий Кирьяжский, Никольский Сердовольский (с центром в селении Сердоболь), Ильинский Иломанский (с центром в селении Иломантси) и Воскресенский Соломенский (с центром в селении Салми).
В 1478 году, после присоединения Великого Новгорода к державе князя Ивана III Великого в результате московско-новгородской войны (1477—1478), приладожская часть новгородского наместничества была выделена в административно самостоятельный Корельский уезд.